# Базар-Дег
Базар-Дег (перс. بازارده) — село в Ірані, у дегестані Лафмеджан, у Центральному бахші, шагрестані Ляхіджан остану Ґілян. За даними перепису 2006 року, його населення становило 83 особи, що проживали у складі 31 сім'ї.

## Клімат
Середня річна температура становить 14,65 °C, середня максимальна – 28,70 °C, а середня мінімальна – 0,05 °C. Середня річна кількість опадів – 1175 мм.
| Клімат поселення                              | Клімат поселення | Клімат поселення | Клімат поселення | Клімат поселення | Клімат поселення | Клімат поселення | Клімат поселення | Клімат поселення | Клімат поселення | Клімат поселення | Клімат поселення | Клімат поселення | Клімат поселення |
| Показник                                      | Січ.             | Лют.             | Бер.             | Квіт.            | Трав.            | Черв.            | Лип.             | Серп.            | Вер.             | Жовт.            | Лист.            | Груд.            |                  |
| Середній максимум, °C                         | 9,28             | 9,50             | 12,04            | 18,12            | 22,00            | 25,68            | 28,70            | 28,30            | 25,11            | 21,30            | 16,98            | 12,61            |                  |
| Середня температура, °C                       | 4,66             | 4,90             | 7,43             | 13,50            | 17,40            | 21,08            | 24,31            | 23,92            | 20,77            | 16,92            | 12,60            | 8,26             |                  |
| Середній мінімум, °C                          | 0,05             | 0,28             | 2,82             | 8,89             | 12,79            | 16,46            | 19,97            | 19,59            | 16,39            | 12,60            | 8,23             | 3,88             |                  |
| Норма опадів, мм                              | 118              | 96               | 88               | 47               | 45               | 32               | 32               | 61               | 131              | 203              | 175              | 147              |                  |
| Середньомісячна швидкість вітру, м/с          | 2.32             | 2.48             | 2.47             | 2.39             | 2.40             | 2.60             | 2.60             | 2.30             | 2.10             | 2.10             | 2.00             | 2.06             |                  |
| Середньомісячна сонячна радіація, кДж/м²·день | 6970             | 9071             | 11046            | 15580            | 19884            | 21830            | 22379            | 18940            | 15490            | 10833            | 8648             | 6635             |                  |
| --------------------------------------------- | ---------------- | ---------------- | ---------------- | ---------------- | ---------------- | ---------------- | ---------------- | ---------------- | ---------------- | ---------------- | ---------------- | ---------------- | ---------------- |
| Джерело:                                      |                  |                  |                  |                  |                  |                  |                  |                  |                  |                  |                  |                  |                  |